# دینه‌سر رکن‌کلا
دینه‌سر رکن‌کلا، روستایی است از توابع شهرستان سیمرغ در استان مازندران ایران.

## جمعیت
این روستا در کیاکلا قرار داشته و براساس آخرین سرشماری مرکز آمار ایران که در سال ۱۳۸۵ صورت گرفته، جمعیت آن ۲۹۸نفر (۷۵خانوار) بوده‌است.